# La red fantasma
La red fantasma (en francés: Les Fantômes) es una película dramática de 2024 coescrita y dirigida por Jonathan Millet en su debut como director de largometrajes. Está protagonizada por Adam Bessa como un hombre sirio en Francia que persigue al hombre que lo torturó en la prisión de Sednaya. Se estrenó en la sección Semana de la Crítica del Festival de Cannes de 2024, donde compitió por la Cámara de Oro.

## Reparto
- Adam Bessa como Hamid
- Tawfeek Barhom como Harfaz
- Julia Franz Richter como Nina
- Hala Rajab como Yara
- Safiqa El Till como la madre de Hamid
- Sylvain Samson como el chef "du chantier"
- Mohammad Saboor Rasooli como el vendedor afgano
- Faisal Alia como el viejo hombre en el centro de acceso
- Pascal Cervo como consejero de la prefectura
- Mudar Ramadan como traductor a la prefectura
- Marie Rémond como la psicóloga
- Dorado Jadiba como Jalal
- Fakher Aldeen Fayad como Herta
- Janty Omat como el voluntario
- Jacques Followrou como el periodista

## Recepción

### Respuesta crítica
En AlloCiné, la película recibió una calificación promedio de 4 de 5 estrellas, basada en 31 reseñas de críticos franceses.

### Premios y nominaciones
| Otorgar                    | Fecha de la ceremonia  | Categoría                          | Destinatario(s)                    | Resultado | Ref.  |
| -------------------------- | ---------------------- | ---------------------------------- | ---------------------------------- | --------- | ----- |
| Festival de Cine de Cannes | 25 de mayo de 2024     | Gran Premio – Semana de la Crítica | La red fantasma                    | Nominada  | [ 4 ] |
| Festival de Cine de Cannes | 25 de mayo de 2024     | Cámara de oro                      | La red fantasma                    | Nominada  | [ 4 ] |
| Premio Louis Delluc        | 4 de diciembre de 2024 | Mejor ópera prima                  | La red fantasma                    | Ganador   | [ 5 ] |
| Premios Lumière            | 20 de enero de 2025    | Mejor actor                        | Adán Bessa                         | Nominada  | [ 6 ] |
| Premios Lumière            | 20 de enero de 2025    | Mejor ópera prima                  | Sendero fantasma                   | Nominada  | [ 6 ] |
| Premios Lumière            | 20 de enero de 2025    | Mejor guion                        | Jonathan Millet y Florencia Rochat | Nominada  | [ 6 ] |
| Premios Lumière            | 20 de enero de 2025    | La mejor música                    | Yuksek                             | Nominada  | [ 6 ] |